# Pungitius sinensis
Pungitius sinensis ist ein vorwiegend in Kleingewässern lebender Fisch, der in küstennahen Süßgewässern in der russischen Region Primorje, im westlichen Kamtschatka, auf der russischen Insel Sachalin, auf den Kurilen, auf der nordjapanischen Insel Hokkaidō, im nördlichen Honshu, in Nordkorea und im Nordosten von Südkorea vorkommt.

## Merkmale
Pungitius sinensis hat einen schlanken Körper, wird 6,5 cm lang und ähnelt in seiner Färbung dem Neunstachligen Stichling. Auf den Körperseiten befinden sich sechs bis acht vergrößerten Schuppen. Normalerweise besitzt Pungitius sinensis acht bis elf Dorsalstacheln. Die Rückenflosse wird von acht bis zwölf Weichstrahlen gestützt. Die Anzahl der Kiemenrechen liegt bei 10 bis 14. Neben je einem Bauchflossenstacheln finden sich auch je zwei dazu gehörige Weichstrahlen auf jeder Körperseite. Die Schwanzflosse ist normalerweise abgerundet. Von den 33 bis 35 Wirbeln der Art sind 14 bis 15 Präcaudalwirbel.

## Verbreitung und Lebensraum
Pungitius sinensis lebt in Kleinstgewässern. Wie alle Stichlinge baut er zur Laichzeit ein Nest aus Pflanzenmaterial knapp über dem Gewässerboden und zeigt ein ausgeprägtes, zum Teil sehr komplexes Brutpflegeverhalten.